# Suất ăn công nghiệp
Suất ăn công nghiệp là bữa cơm giữa ca làm việc của công nhân, nhân viên các nhà máy, xí nghiệp. Suất ăn công nghiệp thường được sản xuất với số lượng lớn, hoàn thành trong thời gian ngắn để phục vụ nhiều người cùng một lúc và thường có giá thành rẻ, phù hợp với đại đa số nhu cầu của người lao động thông thường.